# Zehava Jacoby

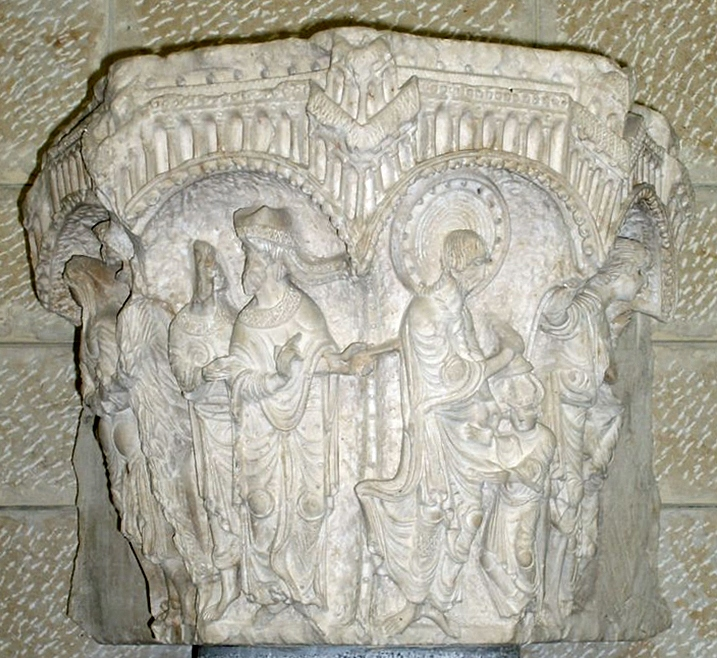
Kreuzfahrerzeitliches Kapitell der Verkündigungskirche in Nazareth

Zehava Jacoby (זהבה יעקבי), geboren als Sophia Feigenbaum (* 24. Januar 1940 in Lwiw; † Dezember 1999) war eine israelische Kunsthistorikerin, die durch ihre Arbeiten zur Kunst der Kreuzfahrerzeit bekannt ist. 
Ihre Eltern waren der Mechaniker Józef Feigenbaum (* 1923) und El(l)a geb. Fabian. Der Vater wurde in der Schoa ermordet. Ella Feigenbaum gelang die Flucht aus einem Zug, der sie in ein Vernichtungslager gebracht hätte; sie schloss sich den Partisanen an. Sophia, das einzige Kind des jungen Paares, wurde während der Kriegsjahre von einer polnischen Frau in ihrem Haus versteckt. Sie wurde katholisch getauft auf den Namen Barbara. 
Nach Kriegsende nahm Ella Feigenbaum ihre Tochter mit auf der Reise durch Deutschland, Italien und Südamerika. 1949 kamen beide nach ihrer Alija in Israel an, wo die Mutter verstarb. Zehava Jacoby war im Alter von neun Jahren Vollwaise. 
Nach einem Bachelorstudium in Englischer und Hebräischer Literatur an der Hebräischen Universität Jerusalem folgte ein Master-Studium der Kunstgeschichte. 1976 promovierte Zehava Jacoby mit einer Arbeit über die Skulptur der Kirche und des Klosters Anzy-le-Duc. Sie unterrichtete, zuletzt als senior lecturer, Kunstgeschichte an der Universität Haifa, 1978 bis 1982 leitete sie die Abteilung. Sie starb, ohne ihr Lebenswerk vollenden zu können: eine komplette Dokumentation der kreuzfahrerzeitlichen Skulptur im Land Israel. Die für diese Publikation von Zehava Jacoby erstellte Fotosammlung wurde von der Familie an die Younes and Soraya Nazarian Library der Universität Haifa übergeben und steht in digitalisierter Form zur Verfügung. 
Ein Ertrag der Forschung Jacobys war, dass Skulpturen sich bestimmten Werkstätten, etwa der Tempelareal-Werkstatt, zuweisen ließen und Annahmen über die Herkunft der hier tätigen Steinmetze zuließen. Im Fall der ungewöhnlich gut erhaltenen Kapitelle, die in der Nähe der Verkündigungskirche zu Nazareth entdeckt wurden, hielt Jacoby es für möglich, das Westportal zu rekonstruieren, zu dem sie ursprünglich gehört hatten. 
Zehava Jacoby war mit dem Historiker David Jacoby verheiratet und hatte zwei Kinder.